# Gardner Murphy

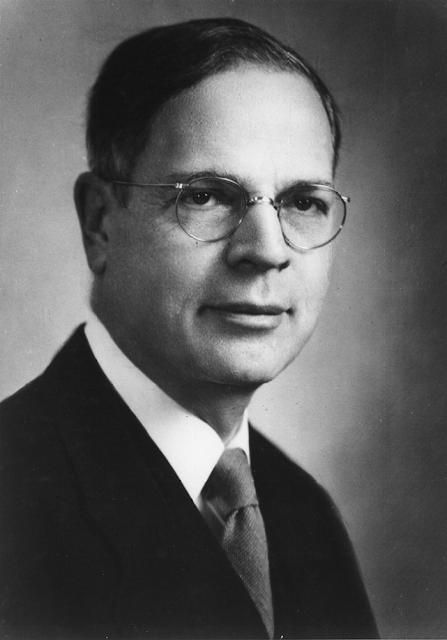
Gardner Murphy

Gardner Murphy (* 8. Juli 1895 in Chillicothe, Ohio; † 18. März 1979 in Washington, D.C.) war ein US-amerikanischer Psychologe und Parapsychologe.
Murphy studierte an den Universitäten Yale und Harvard und promovierte an der Columbia University, wo er später Professor für Psychologie war. 1944 war er Präsident der American Psychological Association, 1949 Präsident der Society for Psychical Research und 1962 wurde er Präsident der American Society for Psychical Research. 1950 wurde er in die American Academy of Arts and Sciences gewählt. 1952 bis 1965 war er Forschungsdirektor der Menninger Foundation.
1926 heiratete Murphy die Psychologin Lois Barclay (* 23. März 1902 in Lisbon, Iowa; † 24. Dezember 2003). Eine Umfrage unter Psychologen ergab, dass Gardner Murphy nach Sigmund Freud als der zweiteinflussreichste Psychologe gilt.

## Schriften
- An historical introduction to modern psychology. London, New York 1929.
- Experimental Social Psychology (zusammen mit seiner Frau Lois Barclay Murphy). New York, London 1931.
- Approaches to personality. Some contemporary conceptions used in psychology with psychiatry (zusammen mit Friedrich Jensen). New York 1932.
- General psychology. New York, London 1933.
- A briefer general psychology. New York, London 1935.
- Public opinion and the individual. A psychological study of student attitudes on public questions. With a retest five years later. New York, London 1938.
- An introduction to psychology. New York 1951.
- Weaving on a new loom. A UNESCO study of inter-group problems in India. 1952.
- In the minds of men. The study of human behavior and social tensions in India. New York 1953.
- Human nature and enduring peace. 1945.
- Three papers on the survival problem (Reprints aus dem Journal of the American Society for Psychical Research.)
- The challenge of psychical research. A primer of parapsychology (zusammen mit S. M. Solley). 1960.
- William James and psychical research (zusammen mit R. Ballou). New York 1960.